# جنگ‌های صلیبی کودکان

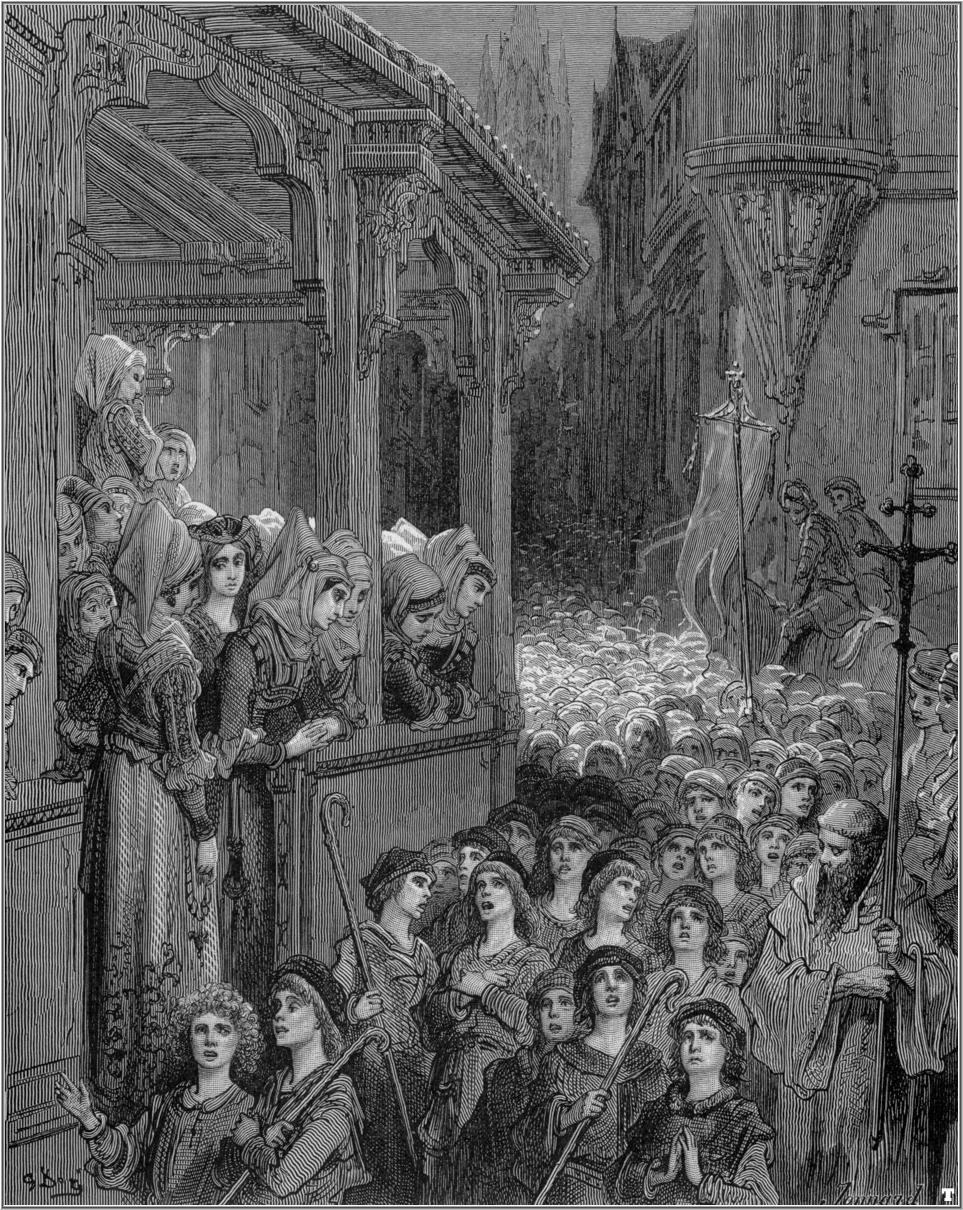
جنگ صلیبی کودکان؛ اثر گوستاو دوره

جنگ‌های صلیبی کودکان، (به انگلیسی: Children's Crusade)، نامی است که به یک جنگ صلیبی یا جهاد فاجعه‌آمیز که به‌دست کودکان مسیحی برای بیرون راندن مسلمانان از سرزمین‌های مقدس رخ داد، اطلاق شد. این جنگ در ۱۲۱۲ رخ داده‌است. این جنبش در اصل نظامی نبود و افراد حاضر در آن نیز هیچ‌گاه به اراضی مقدس نرسیدند، اما چون هدف جنگ‌های صلیبی را دنبال می‌کرد، آن را جزو جنگ‌های صلیبی برشمرده‌اند.
نخستین بار یک پسر دوازده ساله فرانسوی به نام استفن ادعا نمود که مسیح را در خواب دیده و مسیح از او خواسته تا برای آزادسازی قدس حرکت کند. او حدود سی هزار کودک را در اطراف خود جمع کرد و در اواخر ژوئن ۱۲۱۲ به سوی قدس راهی شد. او ادعا کرده بود که دریا برای آنان شکافته خواهد شد و چون این اتفاق رخ نداد، اکثر همراهانش پراکنده شدند و تنها عدهٔ کمی به وی وفادار ماندند.
از سرنوشت این گروه اطلاع دقیقی در دست نیست ولی گفته شده که تاجران ونیزی آنان را به شام، تونس و مصر برده و به بردگی فروختند.
جنبش دوم، به رهبری نوجوانی اهل کولونی به نام نیکولاوس و با همراهی بیست یا سی هزار کودک آلمانی شکل گرفت که به سوی شرق عازم شدند. حدود یک سوم آنان هنگام گذر از آلپ زنده ماندند و حتی به جنوا نیز رسیدند. عدهٔ کمی توانستند به خانه‌هایشان برگردند و بیشتر کودکان در برده فروشی‌های مارسی فروخته شدند. از گروه دیگر، که به قصد زیارت سرزمین موعود سوار کشتی شدند خبری در دست نیست.
مطالعه‌ای که در سال ۱۹۷۷ منتشر شد، دربارهٔ وجود چنین رخ دادهایی تردید ایجاد کرد و بسیار از تاریخ‌دان‌ها به این اعتقاد رسیدند که افرادی که در این جنگ شرکت کرده کودکان نبوده بلکه دسته‌های چندگانه از «فقرای خانه بدوش» فرانسه و آلمان بوده‌اند که برخی تلاش کرده تا به سرزمین مقدس رسیده و برخی هرگز گرایش به این کار را نیز نداشته‌اند.